# Тюльпан Регеля
Тюльпа́н Ре́геля (лат. Tulipa regelii) — вид многолетних луковичных травянистых растений рода Тюльпан (Tulipa) семейства Лилейные (Liliaceae).
Очень своеобразный вид обычно с одним, реже с двумя, причудливыми складчатыми листьями.

## Ботаническое описание
Многолетнее травянистое растение 5—10 см в высоту.
Луковица яйцевидная, 1,5—2,5 см в толщину, с бурыми, кожистыми кроющими чешуями, с внутренней стороны у верхушки и основания прижатыми волосистыми оболочками;
Стебель голый;
Лист одиночный, стеблеобъемлющий, эллиптический, острый, голый, с продольными извилистыми гребневидными выростами, 1,5—3 см в ширину;
Цветок одиночный;
Листочки околоцветника белые, при основании желтые, 2—2,5 см длиной, островатые или тупые, наружные ланцетные, снаружи красновато- или грязновато-фиолетовые, почти в 2 раза уже внутренних, внутренние продолговатые, при основании ресничатые;
Тычинки почти в 2 раза короче околоцветника;
Нити тычинок волосистые, пыльники линейно-продолговатые, 5—6 мм длиной;
Завязь немного короче тычинок, с коротким столбиком.
Цветет в марте — апреле.

## Распространение
Эндемик Казахстана. Встречается в Чу-Илийских горах и Джунгарском Алатау.

## Охранный статус
Ранее вид включался в Красную книгу СССР. В настоящее время занесен в Красную книгу Казахстана.
К основным лимитирующим факторам относятся: строгая приуроченность к специфическому экотопу — крайне засушливому с высокой температурой воздуха и почвы; использование территории ареала под отгонное животноводство.

## В филателии
Тюльпан Регеля изображен на почтовой марке Казахстана 1997 года.